# József Tunyogi
József Tunyogi (Budapest, Hungría, 9 de marzo de 1907-11 de abril de 1980) fue un deportista húngaro especialista en lucha libre olímpica donde llegó a ser medallista de bronce olímpico en Los Ángeles 1932.

## Carrera deportiva
En los Juegos Olímpicos de 1932 celebrados en Los Ángeles ganó la medalla de bronce en lucha libre olímpica estilo peso medio, tras el luchador sueco Ivar Johansson (oro) y el finlandés Kyösti Luukko (plata).